# Phrasaeng (huyện)
Phraseang (tiếng Thái: พระแสง) là một huyện (amphoe) của tỉnh Surat Thani, Thái Lan.

## Địa lý
Huyện này nằm ở phía nam tỉnh. Các huyện giáp ranh (từ phía bắc theo chiều kim đồng hồ): Phanom, Khian Sa, [[huyện Wiang Sa, tỉnh Surat Thani|Wiang Sa]] of tỉnh Surat Thani, Tham Phannara, Thung Yai của tỉnh Nakhon Si Thammarat, Chai Buri of tỉnh Surat Thanin, Khao Phanom và Plai Phraya của tỉnh Krabi.
Tại ranh giới với Plai Phraya là Khu bảo tồn thiên nhiên hoang dã Khlong Phraya.

## Lịch sử
Huyện này ban đầu được lập vào năm 1896 và thuộc Monthon Nakhon Si Thammarat. Năm sau, huyện này và huyện kế bên là I-Pan bị hạ xuống thành một tambon thuộc huyện Lamphun (nay là huyện Ban Na San). Năm 1906, huyện Phrasaeng được tái lập gồm tambon Phrasaeng và I-Pan. Năm 1906, huyện này được chuyển sang Mueang Chaiya, nay là tỉnh Surat Thani.
Ngày 1/8/1938, huyện bị hạ xuống thành một tiểu huyện (King Amphoe). Đơn vị này được nâng thành huyện vào năm 1958.

## Hành chính
Huyện này được chia thành 7 phó huyện (tambon), các đơn vị này lại được chia ra thành 73 làng (muban). Có hai đô thị phó huyện (thesaban tambon) - Bang Sawan nằm trên một phần của tambon Bang Sawan, và khu vực Yan Din Daeng của tambon I-pan. Có 7 Tổ chức hành chính tambon.
| \| STT. \| Tên \| Tên Thái \| Số làng \| Dân số \| \| \| ---- \| ----------- \| -------- \| ------- \| ------ \| \| \| 1. \| I-pan \| อิปัน \| 12 \| 11431 \| \| \| 2. \| Sin Pun \| สินปุน \| 10 \| 6397 \| \| \| 3. \| Bang Sawan \| บางสวรรค์ \| 13 \| 15793 \| \| \| 4. \| Sai Khueng \| ไทรขึง \| 13 \| 8888 \| \| \| 5. \| Sin Charoen \| สินเจริญ \| 10 \| 8284 \| \| \| 6. \| Sai Sopha \| ไทรโสภา \| 8 \| 5325 \| \| \| 7. \| Sakhu \| สาคู \| 7 \| 4394 \| \| | Map of Tambon |          |         |        |  |
| STT. | Tên           | Tên Thái | Số làng | Dân số |  |
| 1. | I-pan         | อิปัน      | 12      | 11431  |  |
| 2. | Sin Pun       | สินปุน     | 10      | 6397   |  |
| 3. | Bang Sawan    | บางสวรรค์ | 13      | 15793  |  |
| 4. | Sai Khueng    | ไทรขึง    | 13      | 8888   |  |
| 5. | Sin Charoen   | สินเจริญ   | 10      | 8284   |  |
| 6. | Sai Sopha     | ไทรโสภา  | 8       | 5325   |  |
| 7. | Sakhu         | สาคู      | 7       | 4394   |  |